# Associazione Calcio Riunite Messina 1991-1992
Questa voce raccoglie le informazioni riguardanti l'Associazioni Calcio Riunite Messina nelle competizioni ufficiali della stagione di Serie B 1991-1992.

## Stagione
In questa stagione 1991-1992 il Messina non è riuscito a mantenere la categoria cadetta. Ha raccolto 33 punti, 17 nel girone di andata e 16 nel ritorno, ottenendo il penultimo posto in classifica. E così dopo sei stagioni di Serie B consecutive è retrocesso in Serie C1 con Casertana, Palermo ed Avellino. 
I figli di Salvatore Massimino, i quali di fatto avevano estromesso il padre al vertice societario nel corso della precedente stagione, in estate preannunciarono una grande campagna acquisti per poter disputare un campionato ambizioso. Tuttavia, nonostante i dichiarati propositi e alcuni acquisti molto costosi (Simoni e Dolcetti dal Pisa e Sacchetti dal Modena), assemblarono una squadra che presentava gravi carenze: mancava un buon terzino destro ed una valida punta da affiancare a Igor Protti (i terzini Vecchio e Lampugnani e gli attaccanti Battistella e Spinelli si rivelarono inesperti e inadeguati al campionato cadetto).
Come allenatore fu scelto Mario Colautti, reduce dalla positiva esperienza di Padova dove aveva sfiorato la promozione in massima serie. Il Messina ebbe un pessimo avvio con 3 pareggi e 4 sconfitte nelle prime 7 giornate, quando si ritrovò all'ultimo posto solitario della classifica. Successivamente la squadra si riprese, ma non riuscì ad allontanarsi dalla zona retrocessione, sicché il tecnico Mario Colautti, mai entrato in sintonia con la piazza, venne sollevato dall'incarico dopo la sconfitta patita a Brescia (1-0) il 1º marzo, alla 25a giornata, con la squadra peloritana a 22 punti, con un solo punto di vantaggio dalle squadre che occupavano il quartultimo posto. Al suo posto fu chiamato l'esperto Fernando Veneranda, Il cambio inizialmente sembrò sortire gli effetti sperati, tanto che il Messina alla 31a giornata, a 7 giornate dalla fine, si trovava a metà classifica (9° posto), con 5 punti di distacco dalla zona promozione e 3 punti sopra la zona retrocessione. Tuttavia nelle successive 7 partite la squadra ebbe un crollo inspiegabile e raccolse soltanto 3 pareggi, così come aveva fatto nell'altrettanto pessimo avvio di campionato. In questo disastroso finale di stagione furono determinanti in particolare i risultati di tre scontri diretti: la clamorosa sconfitta interna per 0-3 contro il Piacenza, la mancata vittoria in casa contro la Casertana alla penultima giornata (anche a causa di un pessimo arbitraggio di Pairetto che annullò un gol regolarissimo di Igor Protti) e la sconfitta a Modena all'ultimo turno, che sancì la retrocessione del Messina (tuttavia, in base ai risultati maturati sugli altri campi, anche in caso di vittoria contro i canarini il Messina sarebbe comunque retrocesso per la peggiore classifica avulsa nei confronti di Venezia, Taranto, Casertana e Palermo).
Secondo la denuncia di un giornalista la retrocessione del Messina sarebbe stata frutto dell'accordo di alcuni giocatori del Messina con uomini del Totonero. L'indagine avviata al riguardo dalla F.I.G.C. subito dopo la fine del campionato non riuscì ad accertare illeciti. 
Con 10 reti in campionato il miglior marcatore stagionale del Messina è stato Igor Protti, che prima dell'ultima partita di campionato e quindi della retrocessione ufficiale del Messina in Serie C1, fu ceduto al Bari per 7 miliardi di lire. 
Nella Coppa Italia i giallorossi sono stati subito estromessi dalla competizione nel doppio confronto del primo turno contro il Palermo.

## Rosa
| N. |                   | Ruolo | Calciatore               |
| -- | ----------------- | ----- | ------------------------ |
|    | Italia (bandiera) | P     | Luigi Simoni             |
|    | Italia (bandiera) | P     | Antonino Ferone          |
|    | Italia (bandiera) | D     | Tiberio Ancora           |
|    | Italia (bandiera) | D     | Giorgio De Trizio        |
|    | Italia (bandiera) | D     | Franco Gabrieli          |
|    | Italia (bandiera) | D     | Davide Lampugnani        |
|    | Italia (bandiera) | D     | Raimondo Marino          |
|    | Italia (bandiera) | D     | Maurizio Miranda         |
|    | Italia (bandiera) | D     | Massimiliano Tacchinardi |
|    | Italia (bandiera) | D     | Giuseppe Vecchio         |
|    | Italia (bandiera) | A     | Mirco Battistella        |
|    | Italia (bandiera) | C     | Fulvio Bonomi            |

| N. |                   | Ruolo | Calciatore         |
| -- | ----------------- | ----- | ------------------ |
|    | Italia (bandiera) | C     | Roberto Breda      |
|    | Italia (bandiera) | C     | Marco Carrara      |
|    | Italia (bandiera) | A     | Domenico Cicconi   |
|    | Italia (bandiera) | C     | Aldo Dolcetti      |
|    | Italia (bandiera) | C     | Massimo Ficcadenti |
|    | Italia (bandiera) | C     | Giacomo Lazzini    |
|    | Italia (bandiera) | C     | Paolo Sacchetti    |
|    | Italia (bandiera) | C     | Maurizio Teodorani |
|    | Italia (bandiera) | C     | Massimo Cardelli   |
|    | Italia (bandiera) | A     | Igor Protti        |
|    | Italia (bandiera) | C     | Carmelo Puglisi    |
|    | Italia (bandiera) | A     | Giovanni Spinelli  |
|    | Italia (bandiera) | A     | Alberto Cambiaghi  |

## Risultati

### Serie B

#### Girone di andata
| Arbitro: | Bettin (Padova) |

|            |           |              |
| Protti 27’ | Marcatori | 38’ Amarildo |

| Arbitro: | Chiesa (Milano) |

|              |           |  |
| P. Poggi 85’ | Marcatori |  |

| Arbitro: | Cardona (Milano) |

|                              |           |                          |
| Turkyilmaz 5’ Incocciati 90’ | Marcatori | 15’ Protti 50’ Sacchetti |

| Messina 22 settembre 1991 4ª giornata | Messina           | 0 – 0 | Pescara | Stadio Giovanni Celeste\| Arbitro: \| Collina (Bologna) \| |
| Arbitro:                              | Collina (Bologna) |       |         |                                                            |

| Arbitro: | Luci (Firenze) |

|           |           |  |
| Balbo 73’ | Marcatori |  |

| Arbitro: | Conocchiari (Macerata) |

|  |           |                 |
|  | Marcatori | 27’, 81’ Giunta |

| Arbitro: | Cornieti (Forlì) |

|                                                         |           |  |
| Franceschetti 44’ Galderisi 49’ Di Livio 64’ Longhi 70’ | Marcatori |  |

| Arbitro: | Beschin (Legnago) |

|              |           |                     |
| Dolcetti 75’ | Marcatori | 85’ (rig.) Baldieri |

| Arbitro: | Quartuccio (Torre Annunziata) |

|                                |           |                    |
| Battistella 6’ Protti 62’, 73’ | Marcatori | 45’ (rig.) Lorenzo |

| Cosenza 3 novembre 1991 10ª giornata | Cosenza       | 0 – 0 | Messina | Stadio San Vito\| Arbitro: \| Rosica (Roma) \| |
| Arbitro:                             | Rosica (Roma) |       |         |                                                |

| Messina 10 novembre 1991 11ª giornata | Messina             | 0 – 0 | Palermo | Stadio Giovanni Celeste\| Arbitro: \| Lo Bello (Siracusa) \| |
| Arbitro:                              | Lo Bello (Siracusa) |       |         |                                                              |

| Lucca 17 novembre 1991 12ª giornata | Lucchese         | 0 – 0 | Messina | Stadio Porta Elisa\| Arbitro: \| Arena (Ercolano) \| |
| Arbitro:                            | Arena (Ercolano) |       |         |                                                      |

| Arbitro: | Scaramuzza (Mestre) |

|                       |           |  |
| Gabrieli 9’ Breda 31’ | Marcatori |  |

| Arbitro: | Rodomonti (Teramo) |

|             |           |  |
| Morello 64’ | Marcatori |  |

| Messina 8 dicembre 1991 15ª giornata | Messina         | 0 – 0 | Ancona | Stadio Giovanni Celeste\| Arbitro: \| Cesari (Genova) \| |
| Arbitro:                             | Cesari (Genova) |       |        |                                                          |

| Arbitro: | Rosica (Roma) |

|                        |           |                |
| De Vitis 1’ Papais 84’ | Marcatori | 12’ Ficcadenti |

| Arbitro: | Fucci (Salerno) |

|                                   |           |  |
| Spinelli 37’ Sacchetti 71’ (rig.) | Marcatori |  |

| Caserta 12 gennaio 1992 18ª giornata | Casertana       | 0 – 0 | Messina | Stadio Alberto Pinto\| Arbitro: \| Bettin (Padova) \| |
| Arbitro:                             | Bettin (Padova) |       |         |                                                       |

| Arbitro: | Arena (Ercolano) |

|               |           |  |
| De Trizio 18’ | Marcatori |  |

#### Girone di ritorno
| Cesena 26 gennaio 1992 20ª giornata | Cesena                      | 0 – 0 | Messina | Stadio Dino Manuzzi\| Arbitro: \| Cinciripini (Ascoli Piceno) \| |
| Arbitro:                            | Cinciripini (Ascoli Piceno) |       |         |                                                                  |

| Arbitro: | Nicchi (Arezzo) |

|                               |           |                           |
| Protti 9’ Ficcadenti 14’, 18’ | Marcatori | 70’ Simonini 89’ A. Poggi |

| Arbitro: | De Angelis (Civitavecchia) |

|  |           |               |
|  | Marcatori | 3’ Turkyilmaz |

| Arbitro: | Brignoccoli (Ancona) |

|           |           |  |
| Gelsi 90’ | Marcatori |  |

| Arbitro: | Stafoggia (Pesaro) |

|                          |           |  |
| Gabrieli 50’ Miranda 89’ | Marcatori |  |

| Arbitro: | Scaramuzza (Mestre) |

|             |           |  |
| Saurini 10’ | Marcatori |  |

| Arbitro: | Merlino (Torre del Greco) |

|              |           |  |
| R. Marino 3’ | Marcatori |  |

| Arbitro: | Boemo (Cervignano del Friuli) |

|  |           |                        |
|  | Marcatori | 20’ Protti 56’ Carrara |

| Arbitro: | Bettin (Padova) |

|                               |           |               |
| G. Marino 13’ Soncin 19’, 56’ | Marcatori | 2’ Ficcadenti |

| Arbitro: | Trentalange (Torino) |

|                           |           |  |
| Sacchetti 25’, 83’ (rig.) | Marcatori |  |

| Arbitro: | Stafoggia (Pesaro) |

|                           |           |                     |
| Centofanti 76’ Modica 79’ | Marcatori | 53’ (aut.) De Sensi |

| Arbitro: | Arena (Ercolano) |

|                                |           |           |
| Dolcetti 68’ Monaco 73’ (aut.) | Marcatori | 56’ Russo |

| Arbitro: | Felicani (Bologna) |

|                               |           |            |
| Parpiglia 43’ Bertuccelli 67’ | Marcatori | 83’ Protti |

| Arbitro: | Bazzoli (Merano) |

|            |           |             |
| Protti 37’ | Marcatori | 55’ Zannoni |

| Arbitro: | Dinelli (Lucca) |

|                        |           |  |
| Lorenzini 13’ Lupo 36’ | Marcatori |  |

| Arbitro: | Fabricatore (Roma) |

|  |           |                              |
|  | Marcatori | 7’, 64’ De Vitis 78’ Piovani |

| Pisa 31 maggio 1992 36ª giornata | Pisa              | 0 – 0 | Messina | Stadio Arena Garibaldi\| Arbitro: \| Mughetti (Cesena) \| |
| Arbitro:                         | Mughetti (Cesena) |       |         |                                                           |

| Arbitro: | Pairetto (Nichelino) |

|               |           |           |
| R. Marino 45’ | Marcatori | 40’ Suppa |

| Arbitro: | F. Baldas (Trieste) |

|                          |           |            |
| Provitali 3’ Circati 55’ | Marcatori | 26’ Protti |

### Coppa Italia
| Arbitro: | Nicchi (Arezzo) |

|                 |           |  |
| Battistella 85’ | Marcatori |  |

| Arbitro: | Fabricatore (Roma) |

|                                           |           |  |
| Valentini 49’ Centofanti 57’ Paolucci 68’ | Marcatori |  |

## Statistiche

### Statistiche di squadra
| Competizione | Punti | In casa | In casa | In casa | In casa | In casa | In casa | In trasferta | In trasferta | In trasferta | In trasferta | In trasferta | In trasferta | Totale | Totale | Totale | Totale | Totale | Totale | DR |
| Competizione | Punti | G       | V       | N       | P       | Gf      | Gs      | G            | V            | N            | P            | Gf           | Gs           | G      | V      | N      | P      | Gf     | Gs     | DR |
| ------------ | ----- | ------- | ------- | ------- | ------- | ------- | ------- | ------------ | ------------ | ------------ | ------------ | ------------ | ------------ | ------ | ------ | ------ | ------ | ------ | ------ | -- |
| Serie B      | 33    | 19      | 9       | 7       | 3       | 22      | 14      | 19           | 1            | 6            | 12           | 9            | 24           | 38     | 10     | 13     | 15     | 31     | 38     | -7 |
| Coppa Italia |       | 1       | 1       | 0       | 0       | 1       | 0       | 1            | 0            | 0            | 1            | 0            | 3            | 2      | 1      | 0      | 1      | 1      | 3      | -2 |
| Totale       |       | 20      | 10      | 7       | 3       | 23      | 14      | 20           | 1            | 6            | 13           | 9            | 27           | 40     | 11     | 13     | 16     | 32     | 41     | -9 |

### Statistiche dei giocatori
| Giocatore      | Serie B  | Serie B | Serie B     | Serie B    | Coppa Italia | Coppa Italia | Coppa Italia | Coppa Italia | Totale   | Totale | Totale      | Totale     |
| Giocatore      | Presenze | Reti    | Ammonizioni | Espulsioni | Presenze     | Reti         | Ammonizioni  | Espulsioni   | Presenze | Reti   | Ammonizioni | Espulsioni |
| -------------- | -------- | ------- | ----------- | ---------- | ------------ | ------------ | ------------ | ------------ | -------- | ------ | ----------- | ---------- |
| T. Ancora      | 6        | 0       | ?           | ?          | 2            | 0            | ?            | ?            | 8        | 0      | ?           | ?          |
| M. Battistella | 21       | 1       | ?           | ?          | 2            | 1            | ?            | ?            | 23       | 2      | ?           | ?          |
| F. Bonomi      | 20       | 0       | ?           | ?          | -            | -            | -            | -            | 20       | 0      | 0+          | 0+         |
| R. Breda       | 15       | 1       | ?           | ?          | -            | -            | -            | -            | 15       | 1      | 0+          | 0+         |
| A. Cambiaghi   | 17       | 0       | ?           | ?          | 2            | 0            | ?            | ?            | 19       | 0      | ?           | ?          |
| M. Carrara     | 31       | 1       | ?           | ?          | 2            | 0            | ?            | ?            | 33       | 1      | ?           | ?          |
| D. Cicconi     | 2        | 0       | ?           | ?          | -            | -            | -            | -            | 2        | 0      | 0+          | 0+         |
| G. De Trizio   | 33       | 1       | ?           | ?          | 2            | 0            | ?            | ?            | 35       | 1      | ?           | ?          |
| A. Dolcetti    | 33       | 2       | ?           | ?          | 2            | 0            | ?            | ?            | 35       | 2      | ?           | ?          |
| M. Ficcadenti  | 30       | 3       | ?           | ?          | 2            | 0            | ?            | ?            | 32       | 3      | ?           | ?          |
| F. Gabrieli    | 36       | 2       | ?           | ?          | 2            | 0            | ?            | ?            | 38       | 2      | ?           | ?          |
| D. Lampugnani  | 12       | 0       | ?           | ?          | -            | -            | -            | -            | 12       | 0      | 0+          | 0+         |
| G. Lazzini     | 13       | 0       | ?           | ?          | 1            | 0            | ?            | ?            | 14       | 0      | ?           | ?          |
| R. Marino      | 27       | 2       | ?           | ?          | -            | -            | -            | -            | 27       | 2      | 0+          | 0+         |
| M. Miranda     | 30       | 1       | ?           | ?          | 1            | 0            | ?            | ?            | 31       | 1      | ?           | ?          |
| G. Oliverio    | 2        | -3      | ?           | ?          | -            | -            | -            | -            | 2        | -3     | 0+          | 0+         |
| G. Peri        | 1        | 0       | ?           | ?          | -            | -            | -            | -            | 1        | 0      | 0+          | 0+         |
| I. Protti      | 35       | 10      | ?           | ?          | 1            | 0            | ?            | ?            | 36       | 10     | ?           | ?          |
| C. Puglisi     | 3        | 0       | ?           | ?          | 1            | 0            | ?            | ?            | 4        | 0      | ?           | ?          |
| P. Sacchetti   | 33       | 4       | ?           | ?          | 2            | 0            | ?            | ?            | 35       | 4      | ?           | ?          |
| L. Simoni      | 36       | -35     | ?           | ?          | 2            | -3           | ?            | ?            | 38       | -38    | ?           | ?          |
| G. Spinelli    | 19       | 1       | ?           | ?          | -            | -            | -            | -            | 19       | 1      | 0+          | 0+         |
| M. Tacchinardi | 5        | 0       | ?           | ?          | -            | -            | -            | -            | 5        | 0      | 0+          | 0+         |
| M. Teodorani   | 4        | 0       | ?           | ?          | -            | -            | -            | -            | 4        | 0      | 0+          | 0+         |
| G. Vecchio     | 25       | 0       | ?           | ?          | 1            | 0            | ?            | ?            | 26       | 0      | ?           | ?          |